# 포항역
포항역(Pohang station, 浦項驛)은 경상북도 포항시 북구 흥해읍 이인리에 있는 동해선의 철도역이다.
개업 때부터 2015년까지는 북구 대흥동에 있었으나, 동해선 이설과 함께 2015년 4월 2일에 현재의 이인리로 이전했다. 기존 대흥동 역사는 도로 확장을 위해 철거된 후 폐역됐다.
경부고속선 중간에 모량신호장을 신설함과 동시에, 모량신호장 이북을 우선 전철화해서 신 역사 개역과 함께 동해선 KTX의 운행을 시작했다. 2023년 9월 1일부터는 동해선 SRT 운행이 시작되어 포항역에도 SRT가 1일 2회 시종착한다. 단, 대구선과 중앙선이 전철화되기 전까지 일반열차는 동대구 - 포항 구간에 비전철 무궁화호만 운행했고, 대구선과 중앙선이 전철화된 후 누리로와 ITX-마음 열차의 운행이 시작됐다. 심야에 KTX-산천 2편성, 무궁화호 2편성이 주박한다.

## 역사
- 1918년 11월 1일 : 협궤 노선의 보통역으로 영업 개시
- 1945년 7월 10일 : 표준궤 개통 및 구 역사 신축 준공[1]
- 1971년 9월 10일 : 민수용 무연탄 도착 취급역 지정[2]
- 1975년 7월 1일 : 포스코 통근열차 운행 개시[3]
- 1992년 2월 18일 : 학산역 구간 화물 취급 중단
- 1993년 5월 1일 : 새마을호 운행 개시
- 1994년 2월 1일 : 5급역으로 승격
- 2001년 5월 18일 : 구 역사 전문 개보수
- 2002년 10월 15일 : 새마을호 왕복 2회 증편
- 2005년 7월 1일 : 포스코 통근열차 운행 중단[4]
- 2006년 5월 1일 : 수화물차 취급 중단
- 2006년 11월 15일 : 화물 취급 중단[5]
- 2013년 10월 4일 : 신역사 기공식
- 2013년 11월 7일 : 부산진 기점 143.2km로 변경[6]
- 2015년 2월 24일 : 동해본선 사용개시 고시[7]
- 2015년 3월 31일 : 이인리 신 역사 개장. KTX 임시 운행, 전산상 명칭은 “신포항”
- 2015년 4월 2일 : 대흥동 구 역사의 여객 영업 중단, 모든 업무를 이인리 신 포항역으로 이전. 전산 명칭을 “포항”으로 변경
- 2015년 10월 1일 : 대흥동 구 역사 철거[8]
- 2016년 4월 29일 : 구역사의 영업 거리를 부산진 기점 142.5km로 변경[9]
- 2017년 12월 18일 : 화물 취급 중지[10]
- 2018년 10월 31일 : 역사 개업 100주년
- 2019년 12월 18일 : 영일만항선 운행 개시[11]
- 2021년 12월 28일 : 대흥동 구 역사 폐역[12][13]
- 2023년 9월 1일 : SRT 1일 2회 운행 개시
- 2023년 12월 18일 : 누리로 정차 개시
- 2024년 5월 1일 : ITX-마음 정차 개시

## 승강장
2면 11선식 상대식 승강장을 갖추고 있으며, KTX, 무궁화호, ITX-마음이 각각 별도의 승강장을 사용한다.
| ↑ 월포·영일만항                   |
| ５６ \| ７８ \|                   |
| 동대구(경부고속선)↓/안강(동해선)↓ |

| 5~6 | 동해선     | ITX-마음          | 강릉 · 경주 · 태화강 · 부전 방면   |
| 5~6 | 동해선     | SRT               | 대전 · 동탄 · 수서 방면            |
| 5~6 | 대구선     | 무궁화호 ITX-마음 | 영천 · 하양 · 동대구 방면 당역종착 |
| 7~8 | 경부고속선 | KTX               | 동대구 · 서울 · 행신 방면 당역종착 |

## 사진

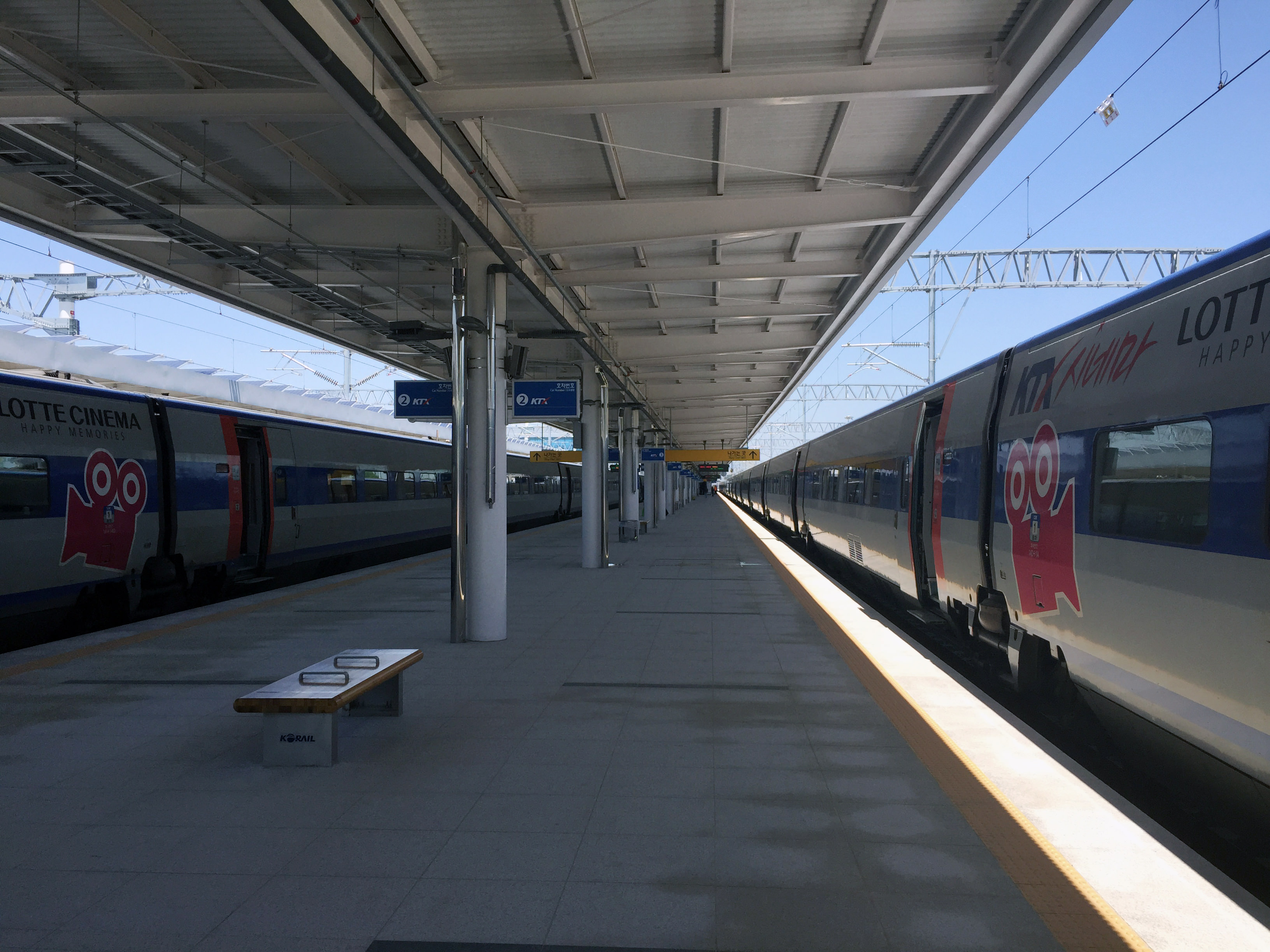
승강장
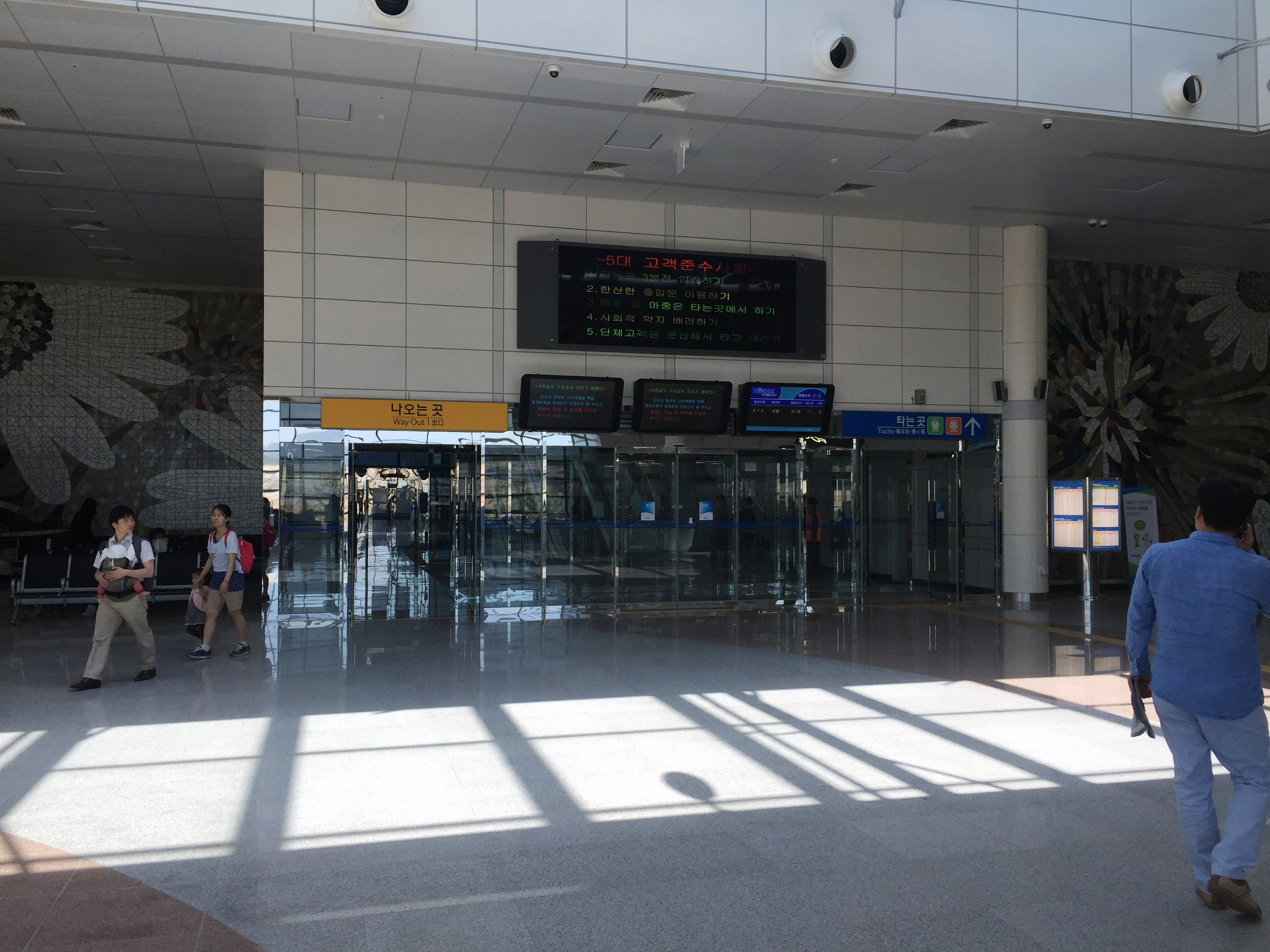
개찰구
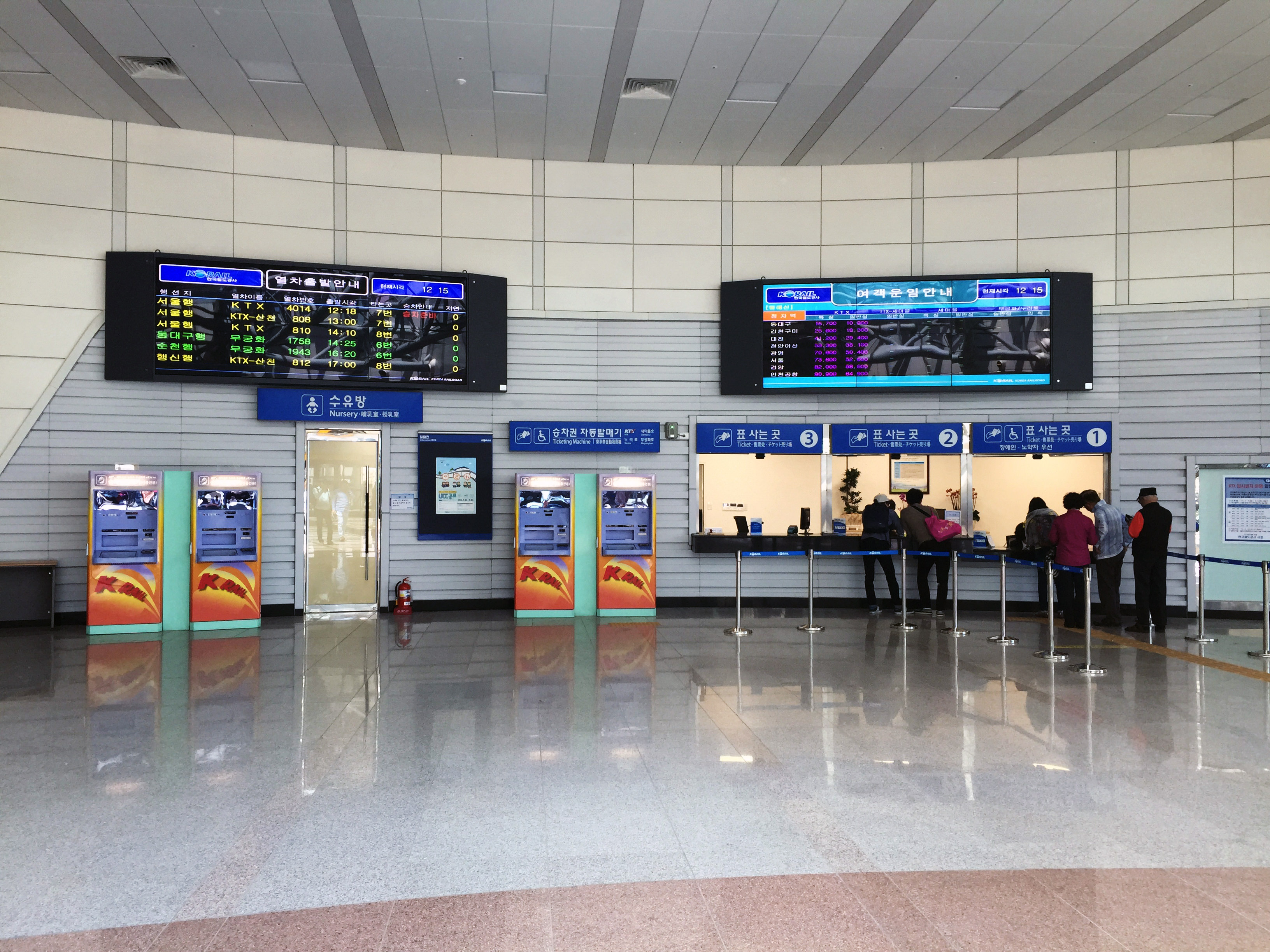
매표소
구 역사 대합실

## 인접한 역
| SRT                | SRT             | SRT            |
| ------------------ | --------------- | -------------- |
| 동대구 수서 방면   | SRT 동해선      | 시·종착역      |
| KTX                |                 |                |
| 동대구 행신 방면   | KTX 동해선      | 시·종착역      |
| 서경주 동대구 방면 | ITX-마음 동해선 | 월포 강릉 방면 |
| 누리로             |                 |                |
| 안강 동대구 방면   | 누리로 동해선   | 월포 강릉 방면 |
| 무궁화호           |                 |                |
| 안강 부전 방면     | 무궁화호 동해선 | 시·종착역      |
| 안강 동대구 방면   | 무궁화호 동해선 | 시·종착역      |